# Franziska Preuß
Franziska Preuß (11 marzo 1994) è una biatleta tedesca.

## Biografia
In Coppa del Mondo ha esordito il 28 novembre 2013 a Östersund (44ª), ha ottenuto il primo podio il 7 dicembre successivo a Hochfilzen (2ª) e la prima vittoria il 12 dicembre dello stesso anno ad Annecy Le Grand-Bornand.
Ha esordito ai Giochi olimpici invernali a Soči 2014 (41ª nella sprint, non conclude l'individuale, 40ª nell'inseguimento, 11ª nella staffetta) e ai Campionati mondiali a Kontiolahti 2015, dove ha vinto la medaglia d'oro nella staffetta, la medaglia d'argento nella partenza in linea e si è classificata 14ª nella sprint, 13ª nell'inseguimento e 6ª nella staffetta mista.
Nel 2016 ha preso parte ai Mondiali di Oslo, vincendo la medaglia d'argento nella staffetta mista e quella di bronzo nella staffetta. Ai XXIII Giochi olimpici invernali di Pyeongchang 2018 si è classificata 4ª nell'individuale e 12ª nella partenza in linea. Ai Mondiali di Nové Město na Moravě 2024 si è piazzata 6ª nella sprint, 6ª nell'inseguimento, 15ª nell'individuale, 11ª nella partenza in linea e 5ª nella staffetta mista; a quelli di Lenzerheide 2025 ha vinto la medaglia d'oro nell'inseguimento, quella d'argento nella sprint, quella di bronzo nella staffetta mista e nella staffetta mista individuale ed è stata 10ª nell'individuale, 7ª nella partenza in linea e 5ª nella staffetta. Al termine della stagione 2024-2025 si è aggiudicata sia la Coppa del Mondo generale, sia quelle di specialità di sprint e di partenza in linea.

## Palmarès

### Olimpiadi
- 1 medaglia:
  - 1 bronzo (staffetta a Pechino 2022)

### Mondiali
- 11 medaglie:
  - 2 ori (staffetta[1] a Kontiolahti 2015; inseguimento a Lenzerheide 2025)
  - 6 argenti (partenza in linea[1] a Kontiolahti 2015; staffetta mista[1] a Oslo 2016; staffetta singola mista[1], staffetta[1] ad Anterselva 2020; staffetta[1] a Pokljuka 2021; sprint a Lenzerheide 2025)
  - 3 bronzi (staffetta[1] a Oslo Holmenkollen 2016; staffetta mista, staffetta mista individuale a Lenzerheide 2025)

### Mondiali juniores
- 3 medaglie:
  - 1 oro (staffetta a Obertilliach 2013)
  - 2 bronzi (individuale, inseguimento a Obertilliach 2013)

### Coppa del Mondo
- Vincitrice della Coppa del Mondo di biathlon nel 2025
- Vincitrice della Coppa del Mondo di sprint nel 2025
- Vincitrice della Coppa del Mondo di partenza in linea nel 2015 e nel 2025
- 55 podi (27 individuali, 28 a squadre), oltre a quelli ottenuti in sede iridata e validi anche ai fini della Coppa del Mondo:
  - 15 vittorie (5 individuali, 10 a squadre)
  - 19 secondi posti (12 individuali, 7 a squadre)
  - 21 terzi posti (10 individuali, 11 a squadre)

#### Coppa del Mondo - vittorie
| Data             | Località                | Nazione' | Specialità                                                               |
| ---------------- | ----------------------- | -------- | ------------------------------------------------------------------------ |
| 12 dicembre 2013 | Annecy Le Grand-Bornand | Francia  | RL (con Andrea Henkel, Franziska Hildebrand e Laura Dahlmeier)           |
| 8 gennaio 2014   | Ruhpolding              | Germania | RL (con Evi Sachenbacher-Stehle, Laura Dahlmeier e Franziska Hildebrand) |
| 13 dicembre 2014 | Hochfilzen              | Austria  | RL (con Luise Kummer, Franziska Hildebrand e Vanessa Hinz)               |
| 25 gennaio 2015  | Anterselva              | Italia   | RL (con Franziska Hildebrand, Luise Kummer e Laura Dahlmeier)            |
| 7 febbraio 2016  | Canmore                 | Canada   | MX (con Franziska Hildebrand, Arnd Peiffer e Simon Schempp)              |
| 12 gennaio 2017  | Ruhpolding              | Germania | RL (con Vanessa Hinz, Maren Hammerschmidt e Laura Dahlmeier)             |
| 13 gennaio 2018  | Ruhpolding              | Germania | RL (con Denise Herrmann, Franziska Hildebrand e Laura Dahlmeier)         |
| 20 gennaio 2019  | Ruhpolding              | Germania | MS                                                                       |
| 16 gennaio 2021  | Oberhof                 | Germania | RL (con Vanessa Hinz, Janina Hettich e Denise Herrmann)                  |
| 13 dicembre 2024 | Hochfilzen              | Austria  | SP                                                                       |
| 15 dicembre 2024 | Hochfilzen              | Austria  | RL (con Vanessa Voigt, Julia Tannheimer e Selina Grotian)                |
| 21 dicembre 2024 | Annecy Le Grand-Bornand | Francia  | PU                                                                       |
| 18 gennaio 2025  | Ruhpolding              | Germania | RL (con Stefanie Scherer, Selina Grotian e Sophia Schneider)             |
| 21 marzo 2025    | Oslo Holmenkollen       | Norvegia | SP                                                                       |
| 23 marzo 2025    | Oslo Holmenkollen       | Norvegia | MS                                                                       |

Legenda:

SP = sprint

PU = inseguimento

MS = partenza in linea

RL = staffetta

MX = staffetta mista